# مقتل خالد سعيد

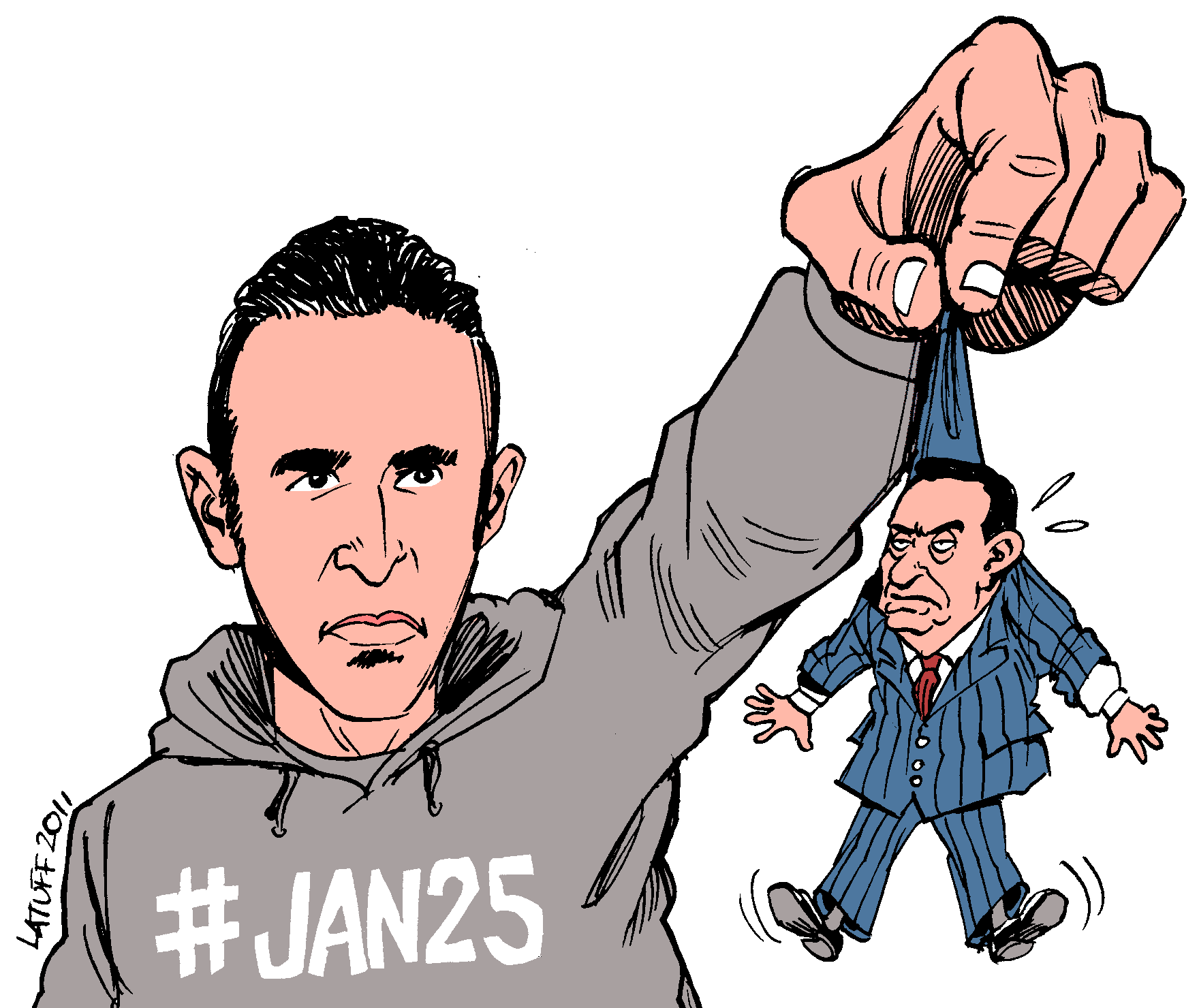
رسم كاريكاتوري سياسي لخالد سعيد وحسني مبارك ، نُشر خلال الاحتجاجات المصرية عام 2011.

خالد محمد سعيد صبحي قاسم (وُلد يوم 27 يناير 1982 ومات يوم 6 يونيو 2010) شاب مصري من مدينة الإسكندرية، قتل بالضرب على يد أفراد من مخبري الشرطة المصرية.
يبدو أن الشرطيين - اللذين ارتديا ملابس مدنية وقت وقوع الجريمة - أرادا تفتيش خالد بما اعتقدا أنه سلطة مخولة لهما بموجب قانون الطوارئ. فعند دخول خالد إلى مقهى إنترنت بالقرب من منزله هاجمه شخصان؛ أمسك به أحدهما وقيد حركته من الخلف والآخر من الأمام وعندما حاول تخليص نفسه منهم ضرباه وصدما رأسه برف رخامي في المقهى وعندها حضر صاحب المقهى وطالبهما بالتوقف والخروج فورا، فأخذا خالد سعيد معهم إلى مدخل عمارة مجاورة للمقهى حيث ضرباه ضربا مبرحا حتى الموت أمام العديد من شهود العيان في منطقة سيدي جابر، الإسكندرية.

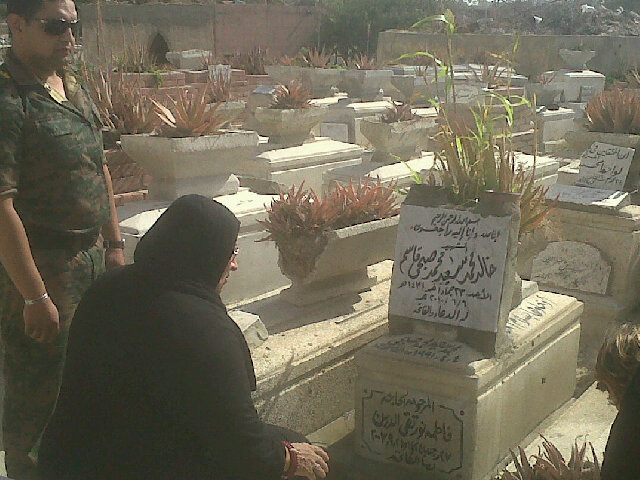
والدة خالد محمد سعيد تزور قبره

أثار مقتل خالد سعيد موجة غضب شعبية في مصر وردود أفعال من قبل منظمات حقوقية عالمية، تلتها سلسلة احتجاجات سلمية في الشارع في مدينتي الإسكندرية والقاهرة نظّمها نشطاء حقوق الإنسان الذين اتهموا الشرطة المصرية باستمرار ممارستها التعذيب في ظل حالة الطوارئ ووصف حافظ أبو سعدة رئيس المنظمة المصرية لحقوق الإنسان، خالد سعيد بأنه «شهيد قانون الطوارئ»، مبينا أن قانون الطوارئ المفروضة في مصر منذ عام 1981 يعطي الحق لأفراد الأمن التصرف كما يشاؤون مع من يشتبه فيهم.
أتى مقتل خالد سعيد حلقة في سلسلة من انتهاكات حقوق الإنسان على يد الشرطة في مصر، وثّقت المنظمات الحقوقية المصرية والعالمية تصاعد وتيرتها في السنوات السابقة على هذه الحادثة كرد فعل للدولة الأمنية على زيادة القلق الشعبي وازدياد وتيرة الاحتجاجات الشعبية على الظروف المعيشية والسياسية وتنامي انخراط قطاعات واسعة من الشباب في العمل السياسي والحراك الاجتماعي وصحافة المواطنين راصدين إخفاقات المسؤولين وفساد الحكومة وتنامي الحركات المطلبية وانتهاكات حقوق الإنسان.[معلومة أم رأي؟]
فبرغم أن حوادث الانتهاكات الجسدية والقتل العمد على يد الشرطة كانت ظاهرة دائمة الحضور في المجتمع المصري وتفشّت في السنوات الأخيرة من حكم مبارك إلا أن محللين[من؟] رأوا أن انتماء خالد سعيد إلى الطبقة الوسطى التي كانت تقليديا أقل معاناة من تلك الانتهاكات من الطبقات الشعبية والمٌعدمة أدى إلى تعاطف قطاعات جماهيرية واسعة بين من رأوا في خالد مثالا عمّا يُمكن أن يُصيبهم وأبناءهم مما ساهم في الحشد ردا عليها.
تُعدُّ حركة الاحتجاج الحقوقي التي حفّزها مقتل خالد سعيد إحدى إرهاصات ثورة 25 يناير، إذ كان في طليعة الخارجين يوم 25 يناير 2011 الكثيرون من النشطاء المتأثرين بتلك الجريمة وبنوا شبكاتهم حول صفحة خالد سعيد على فيسبوك وغيرها من أدوات التواصل في الفضاء السبراني وعلى الأرض حول المؤسسات الحقوقية العاملة في مجالات حقوق الإنسان المختلفة.
ولكن بالرغم من مرور حوالى أربع سنين على مقتل خالد سعيد إلا أن شهادة وفاته لم تصدر إلى الآن، برغم أمر الرئيس السابق محمد مرسي باستخراج شهادة وفاة للشاب السكندري.[بحاجة لمصدر]

## أهم تطورات القضية

انتشرت صور ما بعد الوفاة لجثة خالد سعيد في المشرحة، لتصبح "الوجه الذي أطلق ثورة" وفقًا لوسائل الإعلام.

6 يونيو 2010مقتل خالد.
9 يونيوانتشار قصة خالد في الإنترنت ووسائل الإعلام.
10 يونيويقف أحمد نصار الناشط الحقوقى أمام قسم سيدى جابر ويدعو إلى وقفة احتجاجية للمطالبة بتسليم المجرمين إلى العدالة وكانت بداية الاحتجاجات تضامنا مع خالد سعيد واعتقال حسن عبد الفتاح وأحمد جابر نشطاء حركة شباب 6 أبريل.
10 يونيوبيان وزارة الداخلية بناء على تحقيق النيابة الأول وتقرير الطب الشرعي الأول واخلاء سبيل المتهمين.
10 يونيوينشئ مركز نصار لحقوق الإنسان لجنة تقصى الحقائق ويصدر بيان مكذباً لبيان الداخلية ويؤكد مقتل خالد سعيد على أيدى المخبرين.
12 و 13 و 17 يونيووقفات احتجاجية بالقاهرة والإسكندرية واعتقال العديد من النشطاء
15 يونيوقرار النائب العام المستشار عبد المجيد محمود بإحالة التحقيق لنيابة استئناف الإسكندرية وندب لجنة ثلاثية من مصلحة الطب الشرعي بالقاهرة برئاسة كبير الأطباء الشرعيين لإعادة تشريح الجثة وبيان سبب الوفاة.
17 يونيو
صدور حكم من محكمة المنشية ضد حسن عبد الفتاح أحد نشطاء حركة شباب 6 أبريل واحد المتضامنين مع «خالد» بالحبس 6 أشهر بتهمة الاعتداء على ضابط شرطة وإدانة حقوقية للحكم
17 يونيواصدر مركز نصار لحقوق الإنسان بياناً يتضمن السجل الاجرامى للضابط أحمد عثمان الذي اتهمه النشطاء بالاشتراك في قتل خالد سعيد.
18 يونيو
الجمعية الوطنية للتغيير تنظم وقفة احتجاجية حاشدة أمام مسجد القائد إبراهيم بالإسكندرية بحضور ممثلي القوى السياسية المختلفة ونظمت عائلة خالد مؤتمرا صحفيا عقب أداء صلاة الجمعة.
وافقت النيابة العامة على طلب هيئة الدفاع المقدم من محمود البكري العفيفى بشأن الادعاء بالحق المدني ضد كل من وزير الداخلية وضد المخبرين محمود صلاح وعوض إسماعيل بمبلغ 500 ألف جنيه كتعويض مؤقت.
تقدم الدفاع ببلاغ طالب فيه بتوجيه تهمة الشهادة الزور لكل من الشهود الثلاثة الذين شهدوا يوم الواقعة، وهم: رضوان عبد الحميد رمضان الشهير بحمادة حشيش، وشريف سامي وعلاء الدين أحمد.
المئات يتشحون بالسواد بطول كورنيش الإسكندرية والقاهرة حدادا على مقتل شهيد الطوارئ.
20 يونيوحبس المخبرين محمود صلاح، وعوض إسماعيل، المتهمين بالتسبب في قتل خالد سعيد بالإسكندرية 4 أيام على ذمة التحقيقات، بعد أن وجهت لهم النيابة تهمتى القبض على مواطن دون وجه حق، واستعمال القسوة.
21 يونيواستمرار التحقيقات بنيابة الاستئناف بالإسكندرية وقامت النيابة باستجواب الرائد محمد ثابت، معاون المباحث بقسم سيدي جابر ثم قررت قبول الطعن بالتزوير المقدم من الدفاع على كارت التسجيل الجنائي الخاص بخالد.و ذلك حيث أن الكارت موضح به أن خالد محكوم عليه في ثلاث قضايا في حين أن النيابة تحققت أن المعلومات الموضحة بالكارت غير متطابقة مع معلومات القضايا المذكورة في سجلات النيابة.
22 يونيوأيمن نور يزور قبر «خالد سعيد» ويعقد ندوة بمقر حزب الغد بالإسكندرية حول الحادث، أعلن خلالها عن تدشين مركز حقوقي باسم «مركز خالد سعيد للدفاع عن الحقوق والحريات ومناهضة التعذيب».
23 يونيو
المستشار ياسر رفاعي المحامي العام الأول لنيابة استئناف الإسكندرية يعلن في مؤتمر صحفي مفاجئ براءة الداخلية من دم خالد سعيد. ويعرض التقرير المبدئي الخاص بنتائج إعادة تشريح جثة المتوفي الوارد من مصلحة الطب الشرعي وفي وجود اللجنة الثلاثية التي أمر المستشار عبد المجيد محمود النائب العام بتشكليها. ويعلن أن سبب وفاة خالد سعيد نتيجة اسفكسيا الاختناق بانسداد المسالك الهوائية بجسمٍ غريب عبارة عن لفافة بلاستكية تحوي نبات البانجو المخدر.
طبقا لهذا التقرير فإنه ستُستدعى أسرة خالد سعيد للتحقيق معها في النيابة بتهمة البلاغ الكاذب.
أسرة خالد سعيد تستنكر تقرير الطب الشرعي وأعلنت عن توجهها للجوء إلى القضاء الدولي والأمم المتحدة، وأضافت أنها ستختصم اللجنة الثلاثية في القضية وعلى رأسها كبير الأطباء الشرعيين الذي أصدر التقرير، وتتهمهم بالكذب والتزوير على أساس أن اعتراضات أسرة سعيد وتساؤلاتهم حول التقرير الأول لم يجيب عليها التقرير الثاني أيضاً. وتجاهل التقرير شهادة العديد من شهود العيان الذين تعارضت أقوالهم مع السيناريو الذي تتبناه الداخلية للحادث.
الدكتور محمد البرادعي يقول: «إن النتيجة التي كشف عنها التقرير تلقي الضوء على ان الأجهزة الأمنية تسيطر على مقاليد الأمور وأنه ليس بوسع أي جهة الخروج عليها» وأضاف «أنه آن الوقت لكبار المسؤولين في النظام المصري لأن يدركوا أن مثل تلك الجرائم لا يمكن أن تمر بدون أن يصرخ من أجلها العالم ويقتص من قتلتها».
عبد الجليل مصطفى المنسق العام الأسبق لحركة كفاية والأستاذ بكلية طب القصر العيني يصرح: «إن أطباء مصر يرفضون تقرير الطب الشرعي الصادر مؤخراً بالنسبة لمقتل سعيد ولا بد من محاكمة كل من شارك في التقرير وأن على نقابة الأطباء دوراً عاجلاً عليها القيام به هو محاكمة الأطباء الذين مرروا ذلك التقرير».
24 يونيو
هيومن رايتس ووتش: «يجب ملاحقة الشرطة قضائياً على حادث الضرب المفضي للوفاة»
جو ستورك، نائب المدير التنفيذي لقسم الشرق الأوسط وشمال أفريقيا في هيومن رايتس ووتش «الشهادات والصور الفوتوغرافية لوجه خالد سعيد المُشوّه تعتبر أدلة قوية بأن رجال شرطة في ثياب مدنية ضربوه بكل قسوة وفي مكان عام. على النيابة أن تستجوب جميع الأطراف في القضية على وجه السرعة وأن تحقق بالكامل فيما أدى للكسور والإصابات العديدة الواضحة تمام الوضوح على جسد الضحية.»
هيومن رايتس ووتش: «النيابة العامة لم تستدع بعد للشهادة الرائد أحمد عثمان من وحدة مباحث قسم سيدي جابر، المسؤول عن العملية، أو المقدم عماد عبد الظاهر، بالإضافة إلى فردي الشرطة في الثياب المدنية الذين قال الشهود عنهما إنهم شاهدوهما يضربان خالد سعيد. وأكد محمد عبد العزيز محامي أسرة سعيد، لـ هيومن رايتس ووتش أن لا أحد من هؤلاء الضباط قد أوقف عن العمل، وأنهم ما زالوا يعملون في قسم الشرطة.»
28 يناير «جمعة الغضب»
خرج عدة الاف من المصريين في مظاهرة احتجاج في مدينة الإسكندرية من بينهم الدكتور محمد البرادعي والمستشار محمود الخضيري وجورج إسحاق وأيمن نور وحمدين صباحي. تنديدا بما وصفوه «بعمليات تعذيب منظمة» للمعتقلين في أقسام الشرطة. وشارك بالمظاهرة عدد من قيادات جماعة الإخوان المسلمين وحركة «6 أبريل» وحزب الغد والجمعية الوطنية للتغيير، بجانب عدد من المتظاهرين يمثلون اتجاهات وتيارات متنوعة، رافعين لافتات عليها شعارات مثل «تسقط الدولة البوليسية، يسقط قانون الطوارئ، كلنا خالد سعيد، يسقط نظام الاستبداد».
آلاف المصريين في وقفات صامتة بالملابس السوداء حدادا على روح خالد في العديد من محافظات مصر.
9 يوليومسيرة في لندن ووقفة احتجاجية عند القوس الرخامي على ناصية هيدبارك.
21 أغسطسإفطار جماعي في رمضان يعقبه صلاة التراويح أمام منزل خالد سعيد بحضور 2000 شاب وفتاة بدعوة السيدة ليلي مرزوق، فحاصرت قوات الأمن الوقفة اعتدت على الإمام واقتادته إلى مكان مجهول

## أسباب محتملة وراء الحادث غير مؤكدة حتى الآن
طُرح التفسيران التاليان للجريمة:
1. كون خالد هاربا من تنفيذ أحكام ومسجل خطر وأنه قاوم المخبرين الذين حاولا القبض عليه (رواية وزارة الداخلية)
2. تمكن خالد من الحصول بطريقة ما على فيديو يظهر ما يبدو أنه واقعة فساد تتعلق بالمخدرات داخل قسم سيدي جابر. وقام بوضعه على الإنترنت. وعندما توصل عناصر الأمن إلى شخصية خالد من خلال المرشد «محمد رضوان عبد الحميد» وشهرته «حشيش» قاموا باستدراج خالد إلى خارج منزله وتعقبه إما بغرض إرهابه أو قتله عقابا له على نشر مقطع الفيديو.

## بيان وزارة الداخلية وتغطية الإعلام الحكومي والمستقل
أصدرت وزارة الداخلية بيانا للرد على الاتهامات الموجهة لضباط ومخبري قسم سيدي جابر في محاولة لامتصاص الغضب الشعبي الذي ظهر في العديد من المظاهرات في القاهرة والإسكندرية.
جاء في البيان أن المحضر الذي حرره ضابط الشرطة الموجود بالقسم وحمل رقم 7438 إداري سيدي جابر «أثناء تفقد عريف الشرطة «محمود صلاح» وزميله «عوض نسيم» الحالة الأمنية في المنطقة، شاهدهما الضحية أثناء جلوسه في «سيبر إنترنت» وما أن رآهما حتى أسرع بالهروب من مكانه، وأثناء ذلك التهم «كيس بلاستيك ملفوف»».
في بيانها تنصّلت وزارة الداخلية من المسؤولية عن وفاة المواطن خالد سعيد صبحي بالإسكندرية، واتهم النشطاء الحقوقيين والمعارضة بالترويج من خلال وسائل إعلامية والادعاء أن رجال شرطة سريين قد اعتدوا على المواطن خالد محمد سعيد صبحي قاسم وتسببوا في وفاته على نحو مخالف للحقائق، وأن وفاته جاءت عن طريق ابتلاعه للفافة تحتوي على مواد مخدرة.
وقال بيان وزارة الداخلية «إن وفاة خالد سعيد جاءت بعد تعاطيه لفافة مخدرة أكدها شهود خمسة ومنهم صديقه الذي كان يرافقه المواطن محمد رضوان عبد الحميد ورجل الإسعاف الذي حاول إسعافه قبل نقله من الطريق العام بسيارة الإسعاف إلى المستشفى، كما أكدته أيضاً على نحو قاطع تحقيقات النيابة في الواقعة التي توافقت مع نتيجة التقرير المبدئي للطب الشرعي الذي تضمن أن الوفاة نتيجة اسفكسيا الاختناق نتيجة انسداد القصبة الهوائية باللفافة التي حاول ابتلاعها».
وأضاف «أن المذكور كان مطلوبًا لتنفيذ حكمين بالحبس صادرين في قضيتي سرقة، والأخرى لحيازة سلاح أبيض، وأنه سبق ضبطه في أربعة قضايا سرقات وحيازة سلاح كما أنه مطلوب في القضية رقم 333 لسنة 2008 للهروب من الخدمة العسكرية، فضلاً عما تضمنته أقوال والدته في التحقيقات من أنه معتاد على تعاطى المواد المخدرة»
وأضاف «أن تلك الادعاءات المُغرضة قد تغافلت عن عمد جميع الحقائق وتمادت في الترويج للكذب والتضليل في محاولة للإساءة لجهاز وطنى يضطلع بمهامه رجال الشرطة بكل مثابرة ودأب التزاماً بواجبهم بالإسهام في تنفيذ القانون وحماية المصالح العامة والخاصة، بل وذهب الأمر إلى حد أبعد يستهدف الإساءة لأوضاع حقوق الإنسان بالبلاد بتنظيم وقفات احتجاجية والدعوى للتظاهر وتوجيه رسائل إلكترونية لدوائر رسمية وغير حكومية وأجنبية تطالب بوقف التعاون مع مصر لانتهاكها حقوق المواطنين.»
ذاك البيان لاقى انتقادات نظرا لعدم صدور تقرير الطب الشرعي النهائي لحظة صدوره. كما أنه خالف روايات شهود العيان المتفقة على قيام المخبرين بالاعتداء علي خالد إلى أن فارق الحياة على أثر إصاباته. إضافة لهذا فإن البيان احتوى على اتهامات لخالد بأنه متهرب من الخدمة العسكرية وهو ما يخالف مستندات أظهرها ذوو خالد تؤكد أداءه الخدمة العسكرية.
نشر بعض النشطاء على موقع فيسبوك عددا من الصور كجواز السفر الخاص به وكذلك أوراق التجنيد الخاصة به تشير إلى أنه أتم فترة تجنيده كجندي بمديرية أمن الإسكندرية، حيث أنه من دون مؤهلات على الإطلاق. وكذلك تم نشر أوراق تأسيسه شركة استيراد وتصدير باسمه وملف ضريبي وبطاقة استيرادية باسمه أيضا، وربما تلك من يطرح تساؤلات عدة عن شخص لا يحمل من المؤهلات ولا يحترف مهنة وليس له تجارة يتميز بها غير تجارة، ويكون صاحب ومدير مسئول عن شركة للاستيراد والتصدير
تزامن ذلك مع قيام بعض الصحف ومقدمي البرامج بإطلاق لقب شهيد البانجو على خالد والمحاولة من النيل من سمعته وإظهاره على أنه من محترفي الإجرام.
وتعارض ذلك مع التغطية المحايدة للصحف المستقلة والقنوات الفضائية الخاصة وخاصة جريدة الشروق وبرنامج محطة مصر على قناة مودرن مصر وما تداوله نشطاء الإنترنت وموقع «الفيسبوك» 
يتمثل هذا التناقض في قول الكاتب أحمد خالد توفيق «كلما قرأت تفاصيل هذا الذي وقع في سيدي جابر، شعرت بأن هناك شابّين يحمل كلاهما اسم خالد محمد سعيد، تواجدا في الإسكندرية في تلك الساعة من يوم 8 يونيو عام 2010 وتُوفّيا إلى رحمة الله في نفس اللحظة. هناك خالدهم خالد تقارير الحكومة وكتّاب الصحف القومية، وخالدنا نحن المصريين الذين يملؤون الشوارع ويتمنون أن يبتعدوا عن الحكومة وتبتعد الحكومة عنهم» 
في مداخلة تلفونية مع برنامج «محطة مصر» الذي يقدمه الإعلامي معتز مطر على قناة «مودرن مصر» نفت أم خالد سعيد أن تكون قد قالت إن ابنها يتعاطى المخدرات
وفي مقابلة مع البرنامج ذاته أكد علي قاسم، عمّ خالد، أن تشريح الجثة لا يمكن أن يتسبب في كسر الفك كما حدث في حالة خالد. وقال: «حتى لو سلمنا جدلا أن خالد قد ارتكب أخطاء كبعض الشباب، لا يمكن أن تبرر العدوان الوحشي الذي تعرض له علي أيدي اثنين من المخبرين لم تأخذهم الشفقة أو الرحمة وهو يصرخ بأنه يموت». قال وكأنه لا يصدق أنه توفي أثر بلع لفافته
وتساءل عم خالد كأنه لا يدرك ما يقول خلال البرنامج:
- كيف يقال أنه ابتلع لفافة بانجو وسدت القصبة الهوائية وفي نفس الوقت يتكلم ويستنجد؟!.
- كيف يقال أنه ابتلع لفافة بانجو سدت مجري التنفس وينقل في سيارة الشرطة ثم يعود بعد 15 دقيقة ويلقي علي الأرض ثم تأتي الإسعاف ويقال أنه حي..فكيف يعيش إنسان بلا تنفس 15 دقيقة؟ [38]

شكك مركز النديم للتأهيل والعلاج النفسي في ما ورد في بيان وزارة الداخلية وتساءل «إذا كان على سعيد أحكام لماذا لم تتوجه قوة رسمية من الشرطة إلى عنوان منزله وإحضاره من منزله بعد إظهار أمر القبض والأحكام التي تدعي الداخلية أنها صادرة ضده». وتساءل: «هل يمكن أن تكون اللفافة قد وضعت قسرا في حلقه بعد أن مات؟».
تساءل أيضا: «ما الذي فعله عناصر الداخلية في الخمسة عشر دقيقة التي أخذت فيها جثة خالد بعيدا عن مدخل العمارة التي ضرب حتى الموت أمامها؟ وكيف تمكن خالد وحلقه مسدود بلفافة مخدر أن يصرخ استنجادا» هأموت«على حين كان المخبران يدقان رأسه في رخام السلم؟».
محمد عبد العزيز، محامي مركز النديم لحقوق الإنسان قال: «أن التقرير الأولي للطبيب الشرعي لم يثبت جميع الإصابات ولم يربط بين الإصابات وبين الوفاة وهو ما دفعنا إلي الطعن علي التقرير لافتاً إلي أن لفافة البانجو التي قالت وزارة الداخلية إن القتيل بلعها لم يتم تحريزها وإرجاعها للنيابة لمناظرتها ووضعها كحرز في القضية، لكن الطبيب الشرعي قام بإرسالها مباشرة إلي المعمل الكيماوي دون عرضها علي النيابة العامة».
أثبت تقرير الطب الشرعي الذي طلبته النيابة العامة بعد الوفاة مباشرة وجود كسر في الفك ونزول في عظام الوجه «تحطيم للجمجمة» إضافة إلي رضوض وكدمات في الوجه وإصابات متعددة بالوجه وبعض أجزاء الجسم، إضافة إلي وجود سقوط الأسنان (و لكن أعلن الطب الشرعي عن أن خالد سعيد فقد سنه من الفك العلوي قبل عامان من الحادث واكدت على ذلك والدته في اتصال هاتفي بالدكتور إحسان كميل كبير الأطباء الشرعيين) نتيجة لتلقي ضربات شديدة«لم يحدد نوع الأداة» إضافة إلي تأكيده أن الإصابات بجثة الضحية هي إصابات حيوية، أي حدثت قبل الوفاة وليس بعدها.

## تقرير المنظمة المصرية لحقوق الإنسان

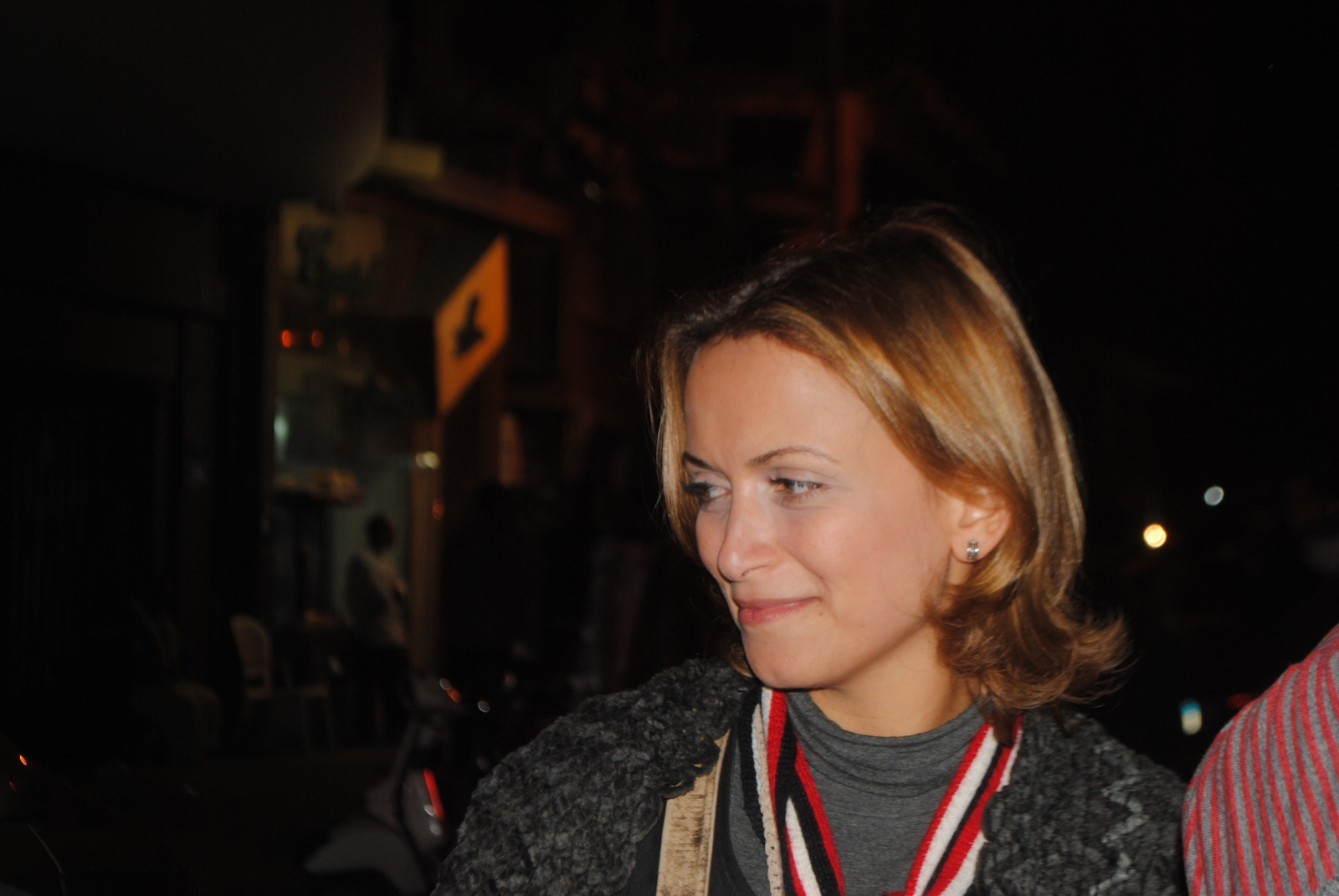
زهرة سعيد, أخت خالد سعيد.

أوفدت المنظمة المصرية لحقوق الإنسان، بعثة تقصي حقائق للوقوف على حقيقة ما حدث في قضية تعذيب الشاب خالد سعيد وضربه حتى الموت، وقابلت البعثة شقيقه أحمد (المقيم في أمريكا ومتزوج من أمريكية) وعدد من شهود العيان على الواقعة.
أكدت المنظمة المصرية لحقوق الإنسان: «أن ما حدث لخالد يعد انتهاكا لأبسط حقوق الإنسان، وهو حقه في الحياة ذلك الحق الذي كفلته المواثيق الدولية المعنية بحقوق الإنسان، وطالبت بضرورة إعادة النظر في التشريعات العقابية لجرائم التعذيب وإلغاء التشريعات التي ساهمت في توفير بيئة خصبة لانتشار ظاهرة التعذيب، ومنها قانون الطوارئ رقم 162 لسنة 1985، وقانون العقوبات رقم 58 لسنة 1938، وقانون هيئة الشرطة رقم 109 لسنة 1971، والذي فتح الباب على مصراعيه أمام استخدام القوة دون ضوابط حادة.»
شددت المنظمة على تعديل المادة 126 من قانون العقوبات المصري بما يتناسب مع الاتفاقية الدولية لمناهضه التعذيب التي صادقت عليها مصر والتي تعرف التعذيب بأنه كل ألم أو عذاب جسدي أو عقلي، ولا تشترط أن يكون مستهدفا منه انتزاع اعتراف فقط مثلما ينص القانون المصري.

## شهادة شهود العيان
أكدت بعثة المنظمة المصرية لحقوق الإنسان على قيام مجموعة من أفراد أمن قسم سيدي جابر باقتحام سيبر «مقهى إنترنت» في العقار رقم 37 شارع مدحت سيف اليزل بمنطقة كليوباترا بمحافظة الإسكندرية، أسفل سكن خالد سعيد قاسم، حيث طلبوا من المتواجدين في «السيبر» إبراز البطاقات الشخصية، وقاموا بمحاولة تفتيش المذكور بطريقة مستفزة ودون إذن من النيابة، وضربوه واعتدوا عليه مع سبق الإصرار والترصد، وهذا ما أكدته شهادة الشهود الذين شاهدوا الواقعة.
وقال الشهود لبعثة تقصي الحقائق إن اثنين من رجال مباحث سيدي جابر ضربوا خالد سعيد بالأيدي والأرجل بطريقة مبرحة، ودقوا رأسه في سور رخامي بالسيبر، فسقط أرضا وقاموا بسحله على الأرض وسحبوه إلى العقار المجاور، ثم ضربوا رأسه في الباب الحديدي، وهو ما أدي لخلع جزئي من الباب، ثم ضربوا رأسه في سلم العقار وفي جدران مدخل العقار.
وتابع الشهود «كان هناك بالمصادفة اثنان من الأطباء ضمن المتواجدين والذين حاولا إنعاش قلبه وقياس نبضه ولكن دون جدوى، ورغم ذلك استمروا في الاعتداء عليه بالضرب ليتأكدوا من قتله»، وأشار الشهود إلى أن خالد أثناء الضرب كان يصرخ ويستغيث «أنا بموت»، فرد عليه أحدهم وقال «أنا مش هاسيبك غير لما تموت». ثم اقتادوه معهم، وبعد ربع ساعة عادوا مجددا وألقوه على الأرض، وعقب ذلك جاءت مجموعة من المخبرين ومعهم ثلاثة ضباط وطلبوا الإسعاف الذي رفض أن يقوم بحمله، فقام الضباط بسبه وطلب منه حمله إلى المستشفي.
أوضحت السيدة ليلى مرزوق والدة خالد لعدة مصادر أن شهود العيان أبلغوها بقيام مخبري الشرطة بسحل خالد وضربه بقسوة قبل أن يصطحبوا جثته إلى سيارة الشرطة وانهم هم في الأغلب من وضع المخدر بفمه بعد وفاته، و (و تلك ما لم يوافق عليها الدكتور إحسان كميل، بل وأصر أنه قام بالبلع بنفسه وليس قصراً). حيث اكد شهود العيان ان خالد كان على قيد الحياة وتحدث بصوت عالي أثناء اختطافه وضربه من قبل المخبريين. وهو ما يتعارض مع كونه ابتلع لفافه بالحجم المذكور كما ادعى بيان وزارة الداخلية.[ قناة العربية ]
وقالت «إن سيارة الإسعاف التي استدعاها ضابط قسم شرطة سيدي جابر لحمل الجثة رفضت في البداية حيث أكد الطبيب وفاة خالد، إلا أنهم هددوا سائق السيارة على حمله وأشارت إلى أن الشرطة أجبروا الموظف المختص على كتابة تقرير أن خالد كان حيا، ثم غسلوه من الدم ووضعوه في كمية كبيرة من الثلج، حيث ظهرت على الجثة آثار تكسير الأسنان والجمجمة وتشوهات بالوجه وتسلخ باليدين والقدمين نتيجة السحل.»
والدة خالد قد قدمت بلاغا على الهواء للنائب العام عبر برنامج محطة مصر على قناة مودرن مصر للتحقيق في قضية ابنها وأكدت أن ما يتم الترويج له على لسان عناصر الشرطة بأنه مدمن مخدرات غير صحيح بالمرة وأنه مثار تقدير واحترام كل من يعرفه وهو ما اكده العديد من جيرانه واصدقاءه.
ويقول حسن مصباح وهيثم حسن مصباح، صاحبي مقهي الإنترنت، الذين كانا موجودين أثناء الواقعة، أن القصة بدأت بدخول خالد إلي المقهي، وخلفه دخل مخبران يرتديان ثياباً مدنية، قاما بتقييده من الخلف بشكل مفاجئ قبل أن يستطيع التعرف عليهما.
وأضاف هيثم حسن مصباح "كان خالد واقفاً معي أمام السيبر ثم ذهب لإلقاء السلام على صديق. في تلك اللحظة، تقدم رجلا شرطة في ثياب مدنية - تبين فيما بعد أنهما كانا ينتظران على المقهى المقابل - تقدما منه. رأيتهما يمسكانه ويلفان ذراعيه وراء ظهره فذهبت إليه لكنني رأيت مسدسات فأدركت أنهما من الشرطة. سألتهما ماذا يفعلان فقالا: ابتعد وإلا أغلقنا محلك". حاول خالد التملص منهما فأمسكا برأسه وضرباها على رف رخامي. في تلك اللحظة حاولنا إخراجهم، ونحن نعتقد أنهما يحاولان القبض عليه، لكنهما جرجراه إلى مدخل البناية المجاورة. كان شعر خالد طويلاً بعض الشيء ورأيتهما يمسكان بشعره ويضربان رأسه ببوابة البناية الحديدية ويضرباه في وجهه وبطنه. ركلاه بقوة بالغة فسقط على السلم. ثم أمسكا برقبته وشعره وضربا رأسه في السلم. آخر شيء قاله خالد كان "أنا بأموت"، لكنهما لم يتوقفا. ثم سمعت زوجة البواب تصرخ. كف خالد عن الحركة، لكنهما استمرا في ركله وهما يقولان: "أنت تتظاهر بالموت" " 
وأكد حسن مصباح (62 سنة) أن المجني عليه فوجئ أثناء دخوله من باب المقهى بشخصين يدخلان وراءه وقام أحدهما بشل حركته عن طريق تقييد يديه خلف ظهره، بينما انهال عليه الآخر بالضرب دون أن ينطقا بكلمة واحدة أو يقولا له من هما ولماذا يفعلان معه ذلك.
وأضاف مصباح بأن «المخبرين السريين أمسكا بالمجني عليه وأخذا يضربانه بشكل هستيري وكأنه انتقام منه لوجود ثأر قديم بينهما وبينه، فقاومهما لأنه لم يعلم من هما، كما أنهما ضرباه بشكل جنوني، فحتى لو علم من هما من الطبيعي أن يقاومهما، خاصة أنه استسلم لهما بمجرد تقييده وحاول أن يعلم من فعل ذلك بهدوء، حتى بدأ الآخر في ضربه فبدأ خالد في المقاومة».
وأضاف أن المجني عليه أخذ يصرخ «من انتم ولماذا تفعلون بى هذا» ولما حاول أن يدير وجهه للخلف قاما برطم وجهه في رخامة على باب المقهى مما تسبب في كسر أسنانه وفكه، وبدأت الدماء تنزف منه بشدة وهو يحاول الخلاص بأي طريقة، على حد قوله.
وأكد مصباح أنه هو نفسه لم يكن يعلم أن هذين الشخصين شرطة، فطلب منهما الانصراف به بعيدا عن مكان عمله فأخذاه وذهبا به إلى وسط الشارع أمام محل حلاقة وأكملا ضربه، ولما وجدا الناس بدأت تلتف حولهما أخذاه إلى مدخل عقار مجاور وبعدها فرا مسرعين، فإذا بطبيب من سكان العقار أثناء دخوله اكتشف أن خالد ملقى على الأرض ولما كشف عليه وجد نبضه متوقفا واكتشف وفاته.
ومن أقوال الرجل (حسن مصباح) أنه لم يعلم أنهما شرطة ولكنه أشار عليهما بالخروج به من المكان وهذا الفعل لا يفعل مع شخص ذا خلق أو محبوب ولكن المصري يعرف من اين تأتي المشاكل فيبعدها عنه ولو أن الرجل على خلق أو مستقيم الطباع لخاول أن يخلصاه من ورطته حتى لو كان يعلم أنهما شرطيان
واستطرد أنه بعد ذلك جاءت سيارة شرطة بها المخبرين ومعهما ضابط ليأخذوا جثة المجني عليه وبعد 7 دقائق عادوا وألقوا بها في الشارع وطلبوا سيارة الإسعاف لتنقل الجثة.
وكشف أن صديق المجني عليه الذي قال بيان الداخلية إنه نفى تعذيب المخبرين للمجني عليه لم ير شيئا لأنه كان جالسا داخل المقهى ولم يسعف الوقت خالد للحديث معه حيث أمسك به المخبران قبل أن يدخل إلى صديقه في السايبر وعندما أخذاه إلى الخارج لم يتحرك صديق المجني عليه من مكانه ولم ير شيئا، وقال مصباح «لا أعلم لماذا أكد صديق المجني عليه في تحقيقات النيابة أن المخبرين لم يعذبا خالد ولم يضرباه».
وتعود الادلة عل الصديق حيث شاهد خالد والشرطيان يسحباه ولم يتحرك
وقال محمد نعيم، حارس العقار الذي لفظ فيه خالد أنفاسه الأخيرة «أنه فوجئ باثنين من المخبرين يقومان بسحل أحد الشباب إلي مدخل العمارة ودفع رأسه لأكثر من مرة في البوابة الحديد للعقار وفي السلم ثم قاما بالتعدي عليه بالضرب المبرح حتي صمت الشاب عن الصراخ وظلا يعتديان عليه رغم صمته، وحينما شكا في وفاته سمحا لأحد الأطباء الموجودين في الشارع بالكشف عليه، فأكد لهما أنه مات وهو ما دفعهما إلي اصطحابه داخل سيارة الشرطة ثم عادا بعد قليل وقاما بإلقاء جثة الشاب علي الأرض وقاما باستدعاء سيارة إسعاف»
ومن مقولة البواب تبدأ كشف الحقائق حيث أن العم أعلن أنه كان حيا حتى بعد أن عاد مع المخبران وأعلن اصحاب السايبر أنه كان يصرخ ويقول هموت ولم يتضح ذلك في شهادة البواب
وجاءت شهادة زوجة حارس العقار الذي يقطن فيه المجني عليه، بأنه كان مولع بحب الكمبيوتر والموسيقي، وكان يتمتع بحب الجيران ولم يكن له أي مشاكل مع أحد.
وقد أكد جيران خالد على أن حياته كانت تنحصر في برمجة الكمبيوتر وأعمال الكهرباء أما هواياته فتنحصر في صيد الأسماك من البحر والسباحة كما كان يربى قطة وحيدة فضلا عن اهتمامه الشديد بأنواع من الموسيقى الغربية كان يسمعها مع أصدقاءه منها الهيب هوب والآر آند بى. ولم يكن جيرانه يشاهدونه كثيرا فأغلب تحركاته كانت تتم لشراء مستلزمات البيت فقط وبعد قضاءه مدة التجنيد في مديرية أمن الإسكندرية كان في انتظار قرار موافقة السفارة الأمريكية على منحه تاشيرة الهجرة مثله مثل باقى إخوته.

## شهود وزارة الداخلية

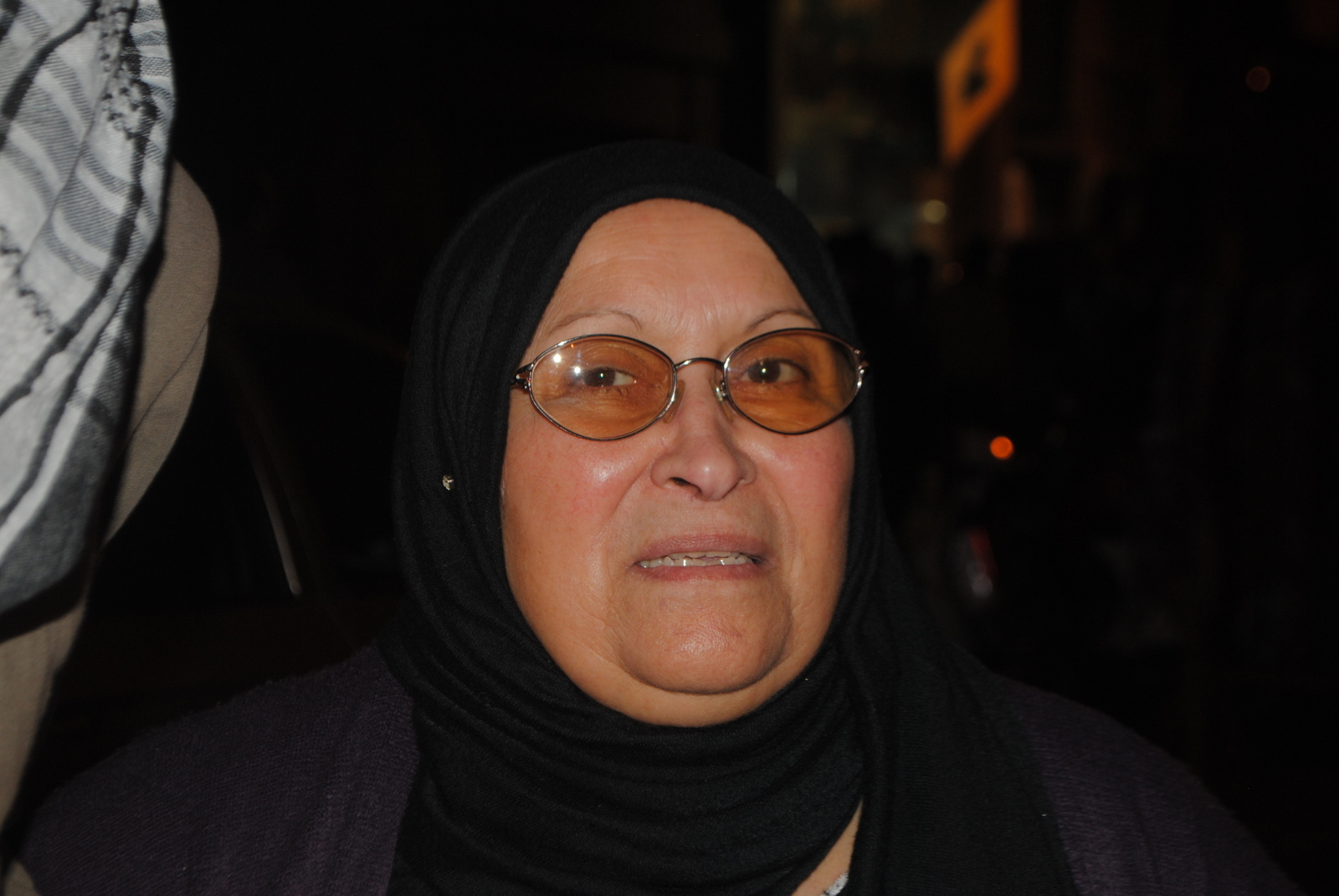
والدة خالد سعيد.

صرح مصدر قضائي بأن تحقيقات نيابة استئناف الإسكندرية في واقعة قتيل الإسكندرية أكدت أن شاهدين من شهود وزارة الداخلية (سوابق) وصدرت عليهما أحكام قضائية بالحبس وعليهما فترات مراقبة في قسم سيدي جابر.
وأضاف المصدر الذي فضل عدم ذكر اسمه أن الشاهد محمد رضوان عبد الحميد، الذي ادعى صداقته لخالد قضى عقوبات سابقة في قضايا تعاطي وترويج مواد مخدرة، وتبين من تحريات المباحث الجنائية في مديرية أمن الإسكندرية أن أصدقاء رضوان يصفونه بأنه «قط حشيش» نظرا لتعاطيه المخدرات ولاستغلال المخبرين نقطة الضعف هذه ليكون مرشدا لهم.

## دور وسائل التواصل والإنترنت

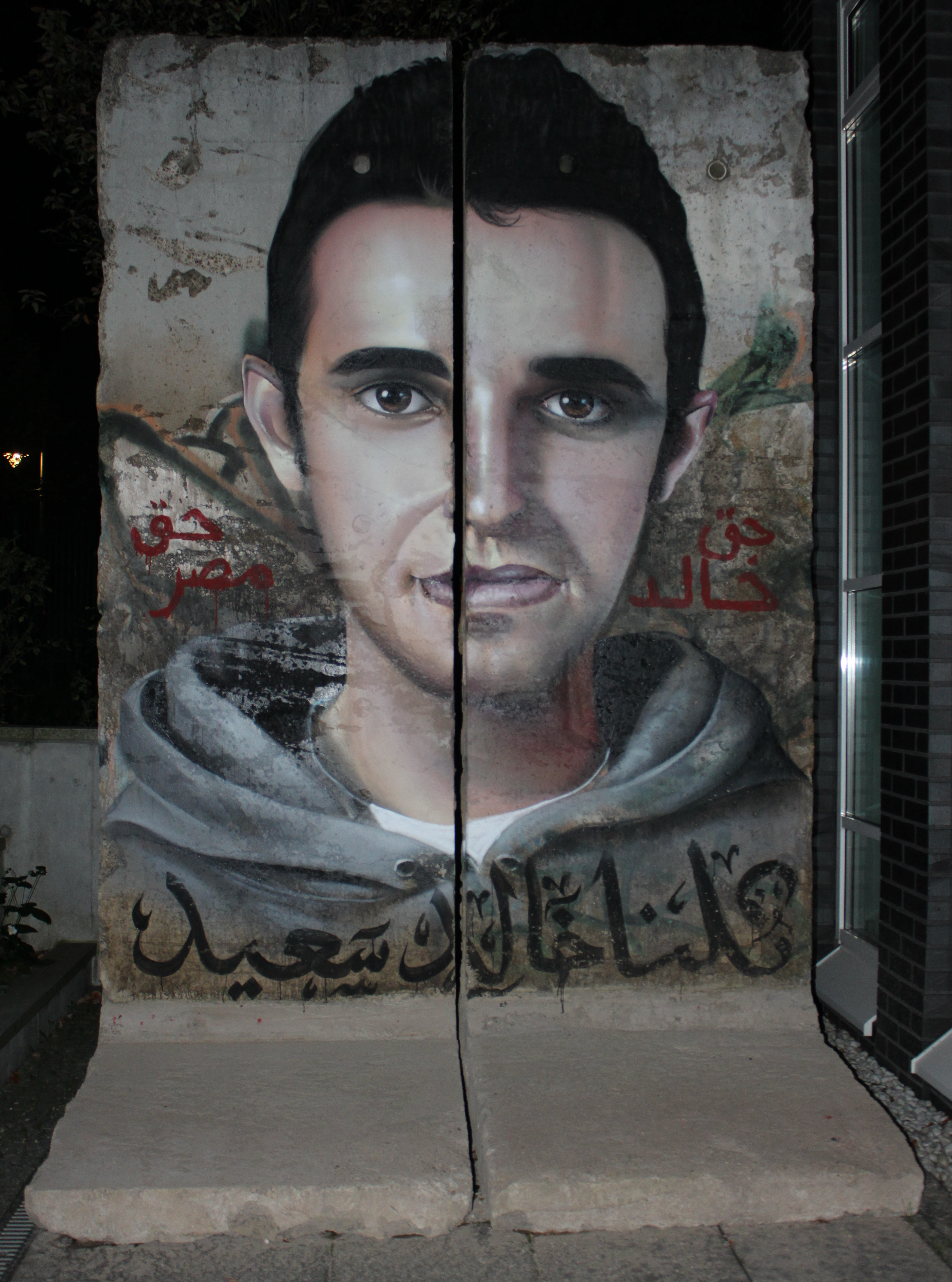
رسمة جرافيتي لخالد سعيد على جزء من جدار برلين.

تم تأسيس صفحة علي الفيس بوك لإظهار التضامن معه وتجاوزت حاجز الـ4000 آلاف عضو خلال أقل من ساعة واحدة (184000 في خلال 10 أيام)  من نشر الخبر، ما يدل على حالة الغضب الشعبي الذي تصاعد عبر موقع الفيس بوك احتجاجاً على قتل الشاب خالد محمد سعيد الذي توفي بعد سحله على يد مخبرين بقسم سيدي جابر.
وشهدت تعليقات الأعضاء حالة من الغليان والاعتراض، واعتبر النشطاء مقتل خالد دليل إدانة جديد ضد تمديد قانون الطوارئ الذي سمح للمخبرين بهذا التعامل اللا إنساني مع القتيل.
ويبلغ عدد معجبي الصفحة حاليا أكثر من مليونين شخص ! 
كما دعت مجموعة حملة «البرادعي رئيساً» على الفيس بوك إلى ورشة عمل إلكترونية لبيان كيفية التحرك الشعبي للحصول على حق خالد، فيما بدأ مركز نصار للقانون تشكيل لجنة لتقصى الحقائق في جريمة الداخلية بمقتل الشاب خالد سعيد لتقديم المتهمين للمحاكمة.
وتعد القضية في الأساس أحد أمثلة التعذيب وطريقة التعامل الوحشية التي يلقاها البعض داخل وخارج أقسام الشرطة من بعض رجال الأمن 

## قرار النائب العام المستشار عبد المجيد محمود بإعادة التشريح
نتيجة للضغط الشعبي والاعلامى قرر النائب العام المستشار عبد المجيد محمود استخراج جثة الشاب خالد محمد سعيد 28 سنة وندب لجنة ثلاثية من مصلحة الطب الشرعي بالقاهرة برئاسة كبير الأطباء الشرعيين لإعادة تشريحها لبيان سبب الوفاة والإصابات الموجودة بالجثة وسببها وتاريخ وكيفية حدوثها والأداة المستخدمة في إحداثها، وتم استخراج الجثة بحضور رئيس نيابة استئناف الإسكندرية أحمد عمر وأهل الشاب المتوفى. وتواصل نيابة استئناف الإسكندرية بإشراف المستشار ياسر رفاعي المحامى العام الأول لنيابات استئناف الإسكندرية تحقيقاتها في القضية وسماع شهود الواقعة.
أرجأت محكمة جنايات الإسكندرية قضية وفاة الشاب خالد سعيد إلي جلسة 24 سبتمبر بعد أن قررت طلب تشكيل لجنة طبية ثلاثية يرأسها نائب كبير الأطباء الشرعيين (ولا يشترك فيها أي من الأعضاء الذين شاركوا في اللجنة الثلاثية الأولي), بالإضافة إلي ندب لجنة فنية طبية من أساتذة كليات الطب بثلاث جامعات مصرية لمراجعة التقارير الفنية عن عملية التشريح في القضية، المتهم فيها عنصرى أمن من قسم شرطة سيدي جابر، إلى جانب لجنة أخرى من أستاذ من كلية الفنون الجميلة بجامعة الإسكندرية.
وجاء في قرار المحكمة الذي أصدرته الخميس برئاسة القاضي موسي النحراوي وعضوية كلا من القاضيين عمرو عباس وعبد العظيم البيه أن قرارها يمثل تمهيد للنطق بالحكم الذي قررت له جلسة 24 سبتمبر المقبل.
وأوضحت هيئة المحكمة أن اللجنة التي طلبت تشكيلها من كليات الطب بثلاث جامعات مصرية وهي (القاهرة، والإسكندرية، وعين شمس) ستقوم بمراجعة وفحص التقارير الفنية حول تشريح جثة خالد سعيد، فيما تختص اللجنة الفنية من أساتذ كلية الفنون الجميلة بفحص الصور الفوتوغرافية للجثة.

## أحكام قضائية
في 26 أكتوبر 2011، صدر أول حكم في القضية 15483 لسنة 2010 جنح قسم سيدي جابر (والمقيدة برقم 1216 لسنة 2010) والمتعلقة بقتل وتعذيب الشاب خالد سعيد، حيث حكمت محكمة جنايات الإسكندرية بمعاقبة المتهمان محمود غزالة (أمين شرطة) وعوض عبد المجيد (رقيب شرطة) بالسجن المشدد لمدة سبع سنوات بعد إدانة كل منهما "بصفته موظفاً عمومياً قام بالقبض على شخص دون وجه حق" و"استعمال القسوة بصفته من أرباب الوظائف العمومية".
في 20 ديسمبر 2012، قبلت محكمة النقض طعون المتهمين وأمرت بإعادة المحاكمة لكن محكمة جنايات الاسكندرية في 3 مارس 2014 قررت تغليض العقوبة وترفيع الحكم من 7 سنوات إلى 10 سنوات سجن ضد كليهما.
قضت محكمة النقض المصرية، الاربعاء 4 مارس 2015، نهائيا بتأييد الحكم السابق الصادر من محكمة جنايات الإسكندرية ضد كل من المتهمين «محمود صلاح محمود غزالة» و«عوض إسماعيل عبد المجيد» وحبسهما 10 سنوات بعد إدانتهما بقتل الشاب خالد سعيد قبل إندلاع ثورة 25 يناير.
أعلن المركز المصري للحقوق الإقتصادية والإجتماعية، في 30 ديسمبر 2021، قرار إحدى المحاكم المصرية تعويض ورثة الشاب الراحل خالد سعيد مبلغ مليون جنيه مصري في الدعوى رقم 152 لسنة 2018، بينما أعلن المركز عزمه القيام بالطعن على هذا الحكم بالاستئناف لزيادة مبلغ التعويض المقضي به، ليتناسب وفداحة الضرر الذي لحق بأسرة خالد سعيد، بحسب وصفه.